# آندره گرابر

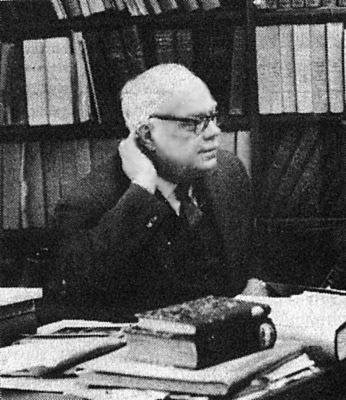
نگارهٔ آندره نیکولاویچ گرابر، تاریخ‌دان هنر رومی

آندره نیکولاویچ گرابر (به فرانسوی: André Nicolaevitch Grabar) (متولد ۲۶ ژوئیه ۱۸۹۶- ۳ اکتبر ۱۹۹۰) تاریخ‌دان در رشته هنر رومی و هنر امپراتوری روم شرقی بود؛ و در اوکراین به دنیا آمد و در امپراتوری روسیه، دانش آموخت. او زندگی‌اش را در بلغارستان (۱۹۱۹-۱۹۲۲)، فرانسه (۱۹۲۲-۱۹۵۸) و ایالات متحده آمریکا (۱۹۵۸-۱۹۹۰) گذرانید و تمام مقالاتش را به زبان فرانسوی نوشت. او یکی از بنیانگذاران فرن بیستم مطالعات هنر و تندیس امپراتوری روم شرقی است.
همچنین پسرش، اولگ گرابر، تاریخ‌دان هنر شد و زمینه تخصصی او هنرهای اسلامی است.

## آثار منتخب
- L'Eglise de Boiana (1924)
- La peinture religieuse en Bulgarie (1928)
- Recherche sur les Influences Orientales dans l'Art Balkanique (1928)
- La Sainte Face de Laon (1936)
- Martyrium (1943, 1946)
- La Peinture byzantine (1953)
- Byzantine Painting: Historical and Critical Study (1953. Geneva: Skira)
- L'Iconoclasme (1957)
- Early Medieval Painting from the Fourth to the Eleventh Century: Mosaics and Mural Painting (1957. New York: Skira)
- Ampoules de Terre Sainte (Monza, Bobbio) (1958. Paris, C. Klincksieck) (The standard monograph, with 61 photographs and 70 pages of commentary.) (See Leroy review, below.)
- Romanesque Painting from the Eleventh to the Thirteenth Century (1958. New York: Skira)
- Byzantine and Early Medieval Painting (1965. New York: Viking Press)
- The Beginnings of Christian Art, 200-395 (=Arts of Mankind; 9) (1967. London: Thames & Hudson)
- Christian Iconography: a Study of its Origins, A.W. Mellon Lectures in the Fine Arts, 1961. (1968. Princeton, NJ: Princeton U.P.)
- Leroy, Jules, Review of André Grabar Les Ampoules de Terre Sainte, Syria. Archéologie, Art et histoire, Vol 36, 1959 (in French)

## مطالعه بیشتر
- Maguire, Henry. 'André Grabar, 1896-1990', in Dumbarton Oaks Papers; 45 (1991), pp. xii-xv JSTOR